# Флорешть (Аненій-Нойський район)
Флорешть (рум. Florești) — село в Аненій-Нойському районі Молдови. Входить до складу комуни, адміністративним центром якої є село Кобуска-Веке.

## Населення
За даними перепису населення 2004 року у селі проживали 216 осіб, усі — молдавани.